# Herrenhaus Tannhausen

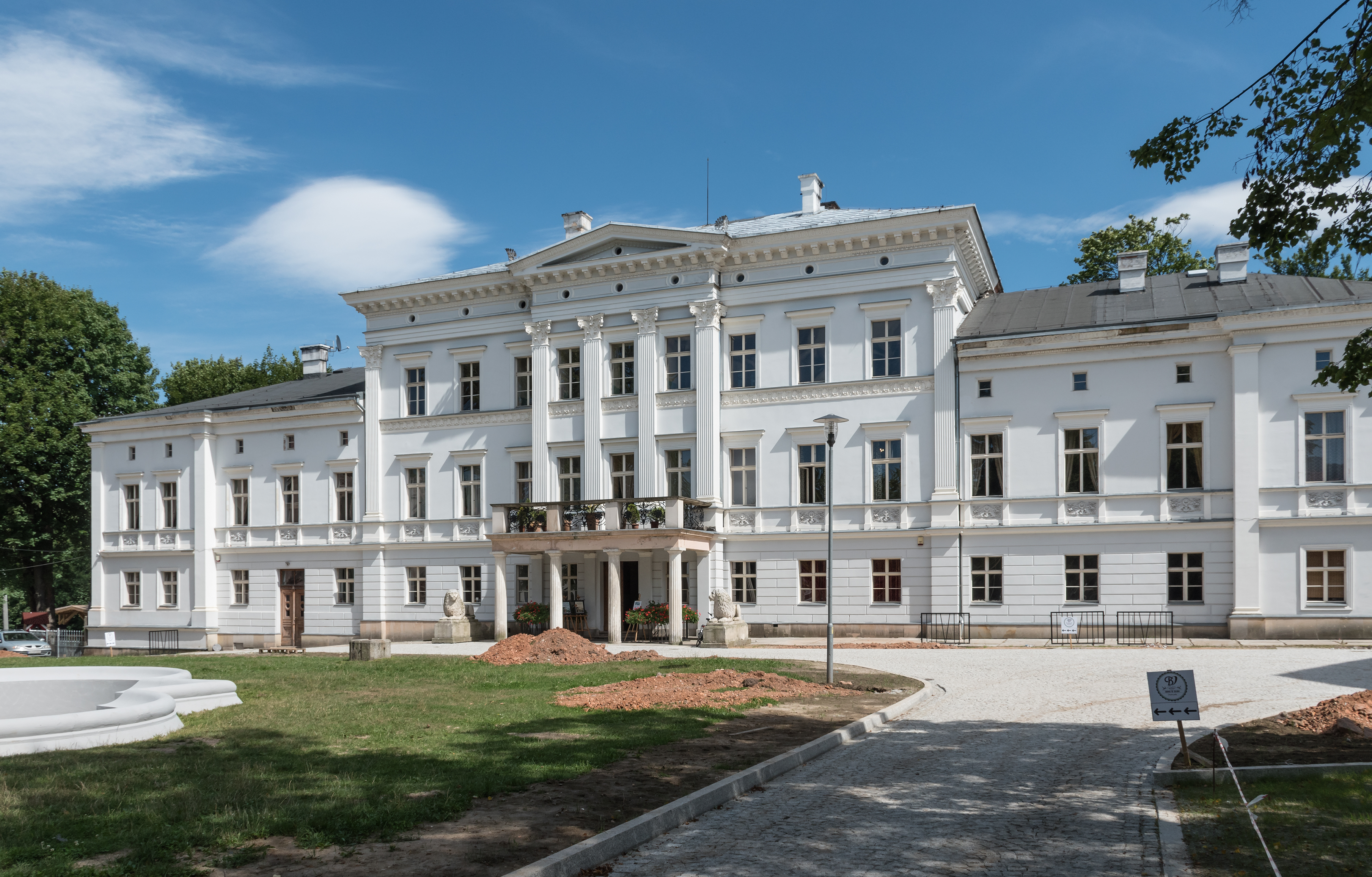
Herrenhaus Tannhausen (2017)

Das Herrenhaus Tannhausen ist ein Herrenhaus aus dem 19. Jahrhundert in Jedlina-Zdrój (Tannhausen), Woiwodschaft Niederschlesien.
Das Schloss wurde nach Plänen von Carl Gotthard Langhans als Wohnsitz mit Fabrikationsanlage erbaut. Das Schloss liegt in den Niederungen der Weistritz (Bystrzyca). Der Bau hat einen repräsentativen Säulenportikus. Hofseitig schlossen die Flügel mit einer Spinnerei an, die heute nicht mehr erhalten sind.